# Robert Abercrombie
Robert Abercrombie SJ (Abercromby, Scotus; or. ok. 1536 w Murthly, zm. 5 października 1613 w Braniewie) – szkocki jezuita działający także w Polsce.
Odbył studia w Szkocji i w Collegium Romanum (Rzym). Do Towarzystwa Jezusowego wstąpił 19 sierpnia 1563 w Rzymie. W 1564 przybył do Polski - osiadł w Braniewie, gdzie 5 października 1565 przyjął święcenia kapłańskie. W tamtejszym kolegium jezuickim był profesorem gramatyki (1564-1567), wicerektorem (1567-1569) i mistrzem nowicjatu (1569-1574). Wsławił się jako znakomity duszpasterz, nauka języka polskiego i przezwyciężenie trudności materialnych przychodziły mu jednak z trudem. Pozostawał w stałym kontakcie z kardynałem Stanisławem Hozjuszem.
Następnie przebywał w Poznaniu (1574-1575) i w Wilnie (1580). W 1580 podróżował do Szkocji (od kwietnia do września). Celem podróży było m.in. sprowadzenie młodzieży szkockiej do szkół w Braniewie i w Wilnie, przy czym prócz katolików przybywali także kalwiniści. Udało mu się wtedy trzykrotnie spotkać się z królem Jakubem VI. Po powrocie został doradcą biskupa kujawskiego Hieronima Rozdrażewskiego i ponownie mistrzem nowicjatu. W roku 1586 przeniósł nowicjat do Krakowa. 
W 1587 powrócił do Szkocji, gdzie pracował ponad 20 lat nad umacnianiem katolicyzmu. Objął urząd sokolnika na dworze Jakuba VI, w sekrecie sprawując przy tym mszę i sakramenty oraz nawracając na katolicyzm poszczególne osoby. Przyczynił się do przejścia na katolicyzm królowej Anny Duńskiej, żony króla Jakuba, przedtem luteranki. Wysyłał młodzież do seminariów w Braniewie i Wilnie.
Występował także pod pseudonimami Robert Sandiesoun i Sanders Robertson. W ostatnich latach XVI w. popadł w niełaskę i został oskarżony o zdradę. Po spisku prochowym (1605) został skazany na karę śmierci. Powrócił wtedy do Polski, gdzie pozostawał do końca życia.